# Sveti Vlaho i Dubrovnik
Sveti Vlaho zaštitnik je grada Dubrovnika i čašćen kao njegov parac (u dubrovačkomu govoru znači zagovornik). Sintagma nascega Prottettura se još uvijek rabi u Dubrovniku, pored češćega izraza parac.

## Ime
Naziv Blaž dolazi od prilagodbe latinske inačice imena (Blasius), a dubrovački naziv Vlaho je nastao od grčke riječi Vlasios. Starom ilirskom prilagodbom grčkih i rimskih imena, gdje se nastavci -ios, odnosno -ius zamjenjuju s -o (tradicionalno ilirska, pa tako i dubrovačka muška imena završavaju na -o), te poništavanjem sibilarizacije iz -s- u -h- dobije se ime Vlaho, koje nije povezano s nazivom Vlasi korištenim za označavanje jednog dijela balkanske populacije. Još jedan primjer takve prilagodbe nalazimo u latinskom imenu Junius, koje je u Dubrovniku glasilo Džono (Džono Restić, Džono Palmotić). Sačuvano arhivsko gradivo često, u oporukama čak i redovito, spominje sv. Vlaha u množinskom obliku – nominativ sveti Vlasi (sueti Vlasi), npr. u Svete Vlasi, Svetoga Vlasi. Najraniji oblik jednine potvrđen je u arhivskomu gradivu iz 1751.

## Legenda o ukazanju
Prvi zaštitnici Dubrovnika bili su sveti Srđ i Bah. Dubrovački ljetopisci svjedoče kako je u drugoj polovici 10. stoljeća sveti Vlaho bio izabran za zaštitnika grada. Za dužda Petra Candiana III., Venecija je tražila način da se oslobodi plaćanja danka Hrvatima te da se zaštite od napada neretvanskih gusara. Nakon što su krenuli s oko stotinu lađa prema Grčkoj, zatražili su od Dubrovčana da im dopuste doći u grad po vodu i hranu. Dubrovčani su ih primili i dali im potrebite stvari. Prema predaji, župnik crkve sv. Stjepana, Stojko, oko ponoći je boravio u crkvi na molitvi. Tada je primijetio više naoružanih mladih ljudi i među njima jednoga starca. Starac mu je tada rekao da je on mučenik Vlaho te da je vojnike poslalo samo nebo. Objavi mu tada da Mlečani namjeravaju zauzeti grad te da što prije javi vijeću kako bi se spremili na obranu. Mlečani su izvršili napada, ali su ih Dubrovčani odbili.
Zbog toga je 972. godine izabran zaštitnikom Dubrovnika. Ova je legenda zabilježena u najstarijim dubrovačkim ljetopisima.

## Širenje štovanja
Nakon što je 972. godine izabran za zaštitnika grada, Veliko vijeće, donosi zaključak da se lik svetog Vlaha i branitelja postavi u gradski grb, državni barjak, na javne zgrade i zidine, pečate, novce i isprave. Na novcima je prevladavala slika svetoga Vlaha na licu i Isusova na naličju sa zastitničkim natpisom svetog Vlaha.
Dubrovački senat isposlovao je da isusovac Alfonso Niccolai napiše životopis svetog Vlaha. Njegovo djelo „Memorie storiche di S. Biagio protettore della Republica di Ragusa” objavljeno je u Rimu 1752. godine.

## Proslava Feste sv. Vlaha
Štovanje Sv. Vlaha najbolje se očitovalo prigodom proslave njegovog Blagdana 3. veljače kada su ljudi masovno dolazili u Grad. To je bio blagdan svih stanovnika Republike. Crkvena svečanost, koja je spojena s trodnevnom pobožnošću i pohvalnim govorom o svecu u njegovoj crkvi, započinje 30. siječnja.
Svečanost svetoga Vlaha ustanovljena je kad su ga Dubrovčani izabrali za svoga zaštitnika. U početku se odvijala u skromnim okolnostima sve dok Dubrovnik nije postao moćan grad te Republika proširila svoje područje.
Da se omogući svim sudjelovati, uvedena je 'Sloboština Sv. Vlaha', dan kada je svaki prekršitelj, kažnjenik i prognanik mogao 2 dana prije i 2 dana poslije blagdana slobodno doći u Grad, a da ga nitko nije smio pozvati na odgovornost (ta se sloboština kasnije proširila na 7 dana prije i 7 dana poslije blagdana). Za blagdan je cijela Republika pošla u Grad – tko nije mogao ići, slavio je kod kuće – sa svojim crkvenim barjacima i u narodnoj nošnji, da se svome svecu pokloni i pomoli, da mu zahvali za zaštitu u prošlosti i preporuči sebe i svoje za ubuduće. Tako je to i danas, pa se ljudi dugo i temeljito pripremaju za ovu svečanost.
Na istočnom ulazu u Grad sa strane Ploča stoji natpis na latinskom jeziku: Daleko vam kuća divljaci! Nikoga se ne boji ova tvrđa, koju grije dah svetoga starca!
Festa sv. Vlaha se od 1. rujna 2009. godine nalazi na UNESCO-ovoj listi nematerijalne baštine čovječanstva.
Dana 25. lipnja 1347. Vijeće donosi odluku da se dan prijenosa ruke sv. Vlaha (5. srpnja) mora zauvijek svetkovati.

## Poveznice
- Sveti Blaž
- Dubrovnik
- Dubrovačka Republika

### Članci
- Nagy, Josip. 1972. Sveti Vlaho zaštitnik Dubrovnika. Crkva u svijetu. Sveučilište u Splitu - Katolički bogoslovni fakultet. Split. 7 (3): 256–270